# Alexandru Baraboi
 (août 2025).
Motif : Notoriété ?
- Archive Wikiwix
- Bing
- Cairn
- DuckDuckGo
- E. Universalis
- Gallica
- Google
- G. Books
- G. News
- G. Scholar
- Persée
- Qwant
- (zh) Baidu
- (ru) Yandex
- (wd) trouver des œuvres sur Wikidata

| 1. | Préciser le motif de la pose du bandeau. | Précisez le motif de la pose du bandeau en utilisant la syntaxe suivante : {{admissibilité à vérifier\|date=août 2025\|motif=remplacez ce texte par le motif}}                         |
| 2. | Informer les utilisateurs concernés.     | Pensez à avertir le créateur de l'article, par exemple, en insérant le code ci-dessous sur sa page de discussion : {{subst:avertissement admissibilité à vérifier\|Alexandru Baraboi}} |

 (mai 2020).
Alexandru Baraboi (Buzău, 16 février 2004) est un acteur roumain.

## Biographie
Il fait ses débuts en 2008, dans la série The Watch où il apparaît pendant neuf épisodes jusqu'en 2010.
En 2018, Alexandru Baraboi joue dans la série Timeless.
En 2020, il joue dans Elite, et fait une apparition dans Miami Bici et La casa de papel.

## Filmographie

### Télévision
- 2020 : La casa de papel
- 2020 : Elite
- 2020 : Miami Bici
- 2018 : Timeless
- 2018 : The Watch